# チェコ回廊

チェコ回廊

チェコ回廊（チェコかいろう、チェコ語: Český koridor）は、第一次世界大戦後のパリ講和会議において構想されたチェコスロバキアとセルブ・クロアート・スロヴェーン王国（ユーゴスラビア）間の回廊である。チェコスロバキア回廊（Československý koridor）とも表記される。

## 概要
第一次世界大戦に敗戦し解体されたオーストリア・ハンガリーから独立したチェコスロバキアは、スロバキアの首都であるブラチスラバから現オーストリア東部のブルゲンラントと、ハンガリー西部のトランスダヌビアの4郡を通り、クロアチアのザグレブに至る回廊地帯を要求した。
この回廊構想が実現すれば、2つのスラヴ人国家がつながる形となり、汎スラヴ主義者によって支持されたが、セルブ・クロアート・スロヴェーン王国の反対により実現することはなかった。